# 朝鮮民主主義人民共和国関係記事の一覧
朝鮮民主主義人民共和国（北朝鮮）関係記事の一覧（ちょうせんみんしゅしゅぎじんみんきょうわこくかんけいきじのいちらん）とは、朝鮮民主主義人民共和国に関する記事の一覧である。

## あ行

### あ
- 安州市
- 安岳郡
- 愛国歌 (朝鮮民主主義人民共和国)
- アイスホッケー北朝鮮代表
- 鴨緑江

### い
- イランと北朝鮮の関係

### う
- 元山市
- 義州郡
- 雲田郡
- 雲山郡
- 雲興郡
- 銀波駅
- 渭淵青年駅

### え
- 延辺事件
- 延安派

### お
- 甕津郡
- 甕津線
- 温泉郡 (南浦特別市)
- 漁郎郡
- 清津空港

## か行

### か
- 江界市
- 甲山郡
- 郭山郡
- 江西区域
- 江東郡
- 江南郡
- 康翎郡
- 甲山派
- 江岸線
- 輝く祖国
- 各年の朝鮮民主主義人民共和国の一覧
- かしこいタヌキ

### き
- 金日成
- 金正日
- 金正恩
- 金正男
- 金雪松
- 金賢姫
- 金策
- 北朝鮮応援団
- 北朝鮮工作員
- 金策市
- 鏡城郡
- 慶興郡
- 慶源郡
- 金正淑郡
- 金亨稷郡
- 金亨権郡
- 金萬有病院
- 金鍾泰電気機関車連合企業所
- 金策工業総合大学
- 金日成高級党学校
- 金日成総合大学
- 金日成広場
- 金日成将軍の歌
- 金正日将軍の歌
- 金日成社会主義青年同盟
- 北朝鮮映画
- 奇蹟のイレブン ［1966年W杯 北朝鮮VSイタリア戦の真実］
- 北朝鮮人民委員会
- 北朝鮮フィギュアスケート選手権
- 金日成・金正日主義研究
- 金正日の呼称一覧
- 北朝鮮のウェブサイト一覧
- 北朝鮮の個人崇拝
- 北朝鮮の司法
- 北朝鮮核問題
- 北朝鮮クーデター陰謀事件
- 北朝鮮人権問題
- 北朝鮮における売春
- 北朝鮮による日本人拉致問題
- 北朝鮮による韓国人拉致問題
- 北朝鮮によるミサイル発射実験 (1993年)
- 北朝鮮によるミサイル発射実験 (1998年)
- 北朝鮮によるミサイル発射実験 (2006年)
- 北朝鮮によるミサイル発射実験 (2009年)
- 北朝鮮によるミサイル発射実験 (2012年)
- 北朝鮮によるミサイル発射実験 (2016年)
- 北朝鮮によるミサイル発射実験 (2019年)
- 北朝鮮の核実験 (2006年)
- 九州南西海域工作船事件
- 銀河2号 (ロケット)
- 銀河3号 (ロケット)

### く
- 亀城市
- 球場郡
- 金川郡
- クァイル郡
- 金野郡
- 琴湖地区
- 光明星
- 光明星1号
- 光明星3号1号機
- 光明星3号2号機
- 軍事境界線 (朝鮮半島)

### け
- 价川市
- 開城工業地区
- 凱旋駅 (平壌直轄市)

### こ
- 攻撃戦だ
- 幸福の車輪
- コッチェビ
- 谷山郡
- 金剛郡
- 高山郡
- 高城郡 (江原道 1952年)
- 慈江道古豊郡
- 金剛山観光地区
- 護衛司令部
- 高麗航空
- 高麗博物館
- コリアブックセンター
- 高麗民主連邦共和国
- 公開処刑#朝鮮民主主義人民共和国

## さ行

### さ
- 沙里院市
- 最高人民会議
- 最高人民会議常任委員会
- 最上級蹴球連盟戦
- 在日コリアン
- 在日本朝鮮人総連合会（朝鮮総連）
- 在日朝鮮人の帰還事業
- サッカー朝鮮民主主義人民共和国代表
- 蛇島駅
- 三池淵線
- 三大革命赤旗獲得運動

### し
- 新義州市
- 新義州特別行政区
- 新浦市
- 新義州青年駅
- 自由青年同志会
- 瀋陽総領事館北朝鮮人亡命者駆け込み事件
- 出身成分
- 少年大将

### す
- ズ・ダン号事件
- 水豊ダム
- 勝利自動車工場
- 勝利駅

### せ
- 羅先特別市
- 世界青年学生祭典
- 先軍政治
- ソ連派 (朝鮮)
- 青年前衛

### そ
- 祖国平和統一委員会
- 祖国統一民主主義戦線

## た行

### た
- 大韓航空機爆破事件
- 対南工作
- 対日有害活動
- 第1回党大会（英語版）
- 第2回党大会（英語版）
- 第3回党大会（英語版）
- 第4回党大会（英語版）
- 第5回党大会
- 第6回党大会（英語版）
- 第7回党大会
- 第1次会議（中国語版）
- 第2次会議（中国語版）
- 第3次会議（中国語版）
- 第4次会議（中国語版）
- 兌換ウォン（パックントン）
- 脱北者
- 檀君陵
- 端川市

### ち
- チャンマダン
- 主体思想
- 主体思想派
- チュチェ思想研究会
- 主体農法
- 朝鮮宇宙空間技術委員会
- 朝鮮歌謡の一覧
- 朝鮮コンピューターセンター
- 朝鮮語
- 朝鮮史
- 朝鮮職業総同盟
- 朝鮮社会主義女性同盟
- 朝鮮人民共和国
- 朝鮮赤十字会
- 朝鮮赤十字総合病院
- 朝鮮戦争
- 朝鮮中央通信
- 朝鮮中央放送
- 朝鮮中央テレビ
- 朝鮮教育文化テレビ
- 朝鮮半島
- 黄海
- 日本海
- 朝鮮半島エネルギー開発機構 (KEDO)
- 朝鮮民主主義人民共和国（北朝鮮）
- 朝鮮民主主義人民共和国ウォン
- 朝鮮民主主義人民共和国官邸
- 朝鮮民主主義人民共和国における人権に関する国連調査委員会の報告書
- 朝鮮民主主義人民共和国におけるLGBTの権利
- 朝鮮民主主義人民共和国のインターネット
- 朝鮮民主主義人民共和国の企業一覧
- 朝鮮民主主義人民共和国の河川の一覧
- 朝鮮民主主義人民共和国の強制収容所
- 朝鮮民主主義人民共和国の経済史
- 朝鮮民主主義人民共和国の鉱業
- 朝鮮民主主義人民共和国の交通
- 朝鮮民主主義人民共和国の国際関係
- 朝鮮民主主義人民共和国の国章
- 朝鮮民主主義人民共和国の国旗
- 朝鮮民主主義人民共和国の在外公館の一覧
- 朝鮮民主主義人民共和国の宗教
- 朝鮮民主主義人民共和国の祝日
- 朝鮮民主主義人民共和国の人口統計
- 朝鮮民主主義人民共和国の新聞の一覧
- 朝鮮民主主義人民共和国の政治
- 朝鮮民主主義人民共和国の政党一覧
- 朝鮮民主主義人民共和国の世界遺産
- 朝鮮民主主義人民共和国の大学一覧
- 朝鮮民主主義人民共和国の地方行政区画
- 朝鮮民主主義人民共和国の地理
- 朝鮮民主主義人民共和国の諜報・情報機関
- 朝鮮民主主義人民共和国の著名人一覧
- 朝鮮民主主義人民共和国の鉄道
- 朝鮮民主主義人民共和国の電気通信
- 朝鮮民主主義人民共和国の道路標識
- 朝鮮民主主義人民共和国の都市の一覧
- 朝鮮民主主義人民共和国の文法論
- 朝鮮民主主義人民共和国の歴史
- 朝鮮の声
- 朝鮮の歴史
- 朝鮮民主主義人民共和国旅券
- 朝鮮料理協会

#### 軍隊
- 朝鮮戦争
- 祖国解放戦争勝利記念館
- 朝鮮義勇軍
- 朝鮮人民軍
- 朝鮮人民軍最高司令官
- 朝鮮人民軍総参謀部
- 朝鮮人民軍総政治局
- 朝鮮人民軍偵察総局
- 朝鮮人民軍の階級
- 朝鮮人民軍 (機関紙)
- 朝鮮人民軍保衛司令部
- 朝鮮人民軍陸軍
- 朝鮮人民軍海軍
- 朝鮮人民軍空軍
- 朝鮮人民内務軍
- 朝鮮人民警備隊
- 朝鮮人民軍の兵器一覧
- 朝鮮人民軍海軍艦艇一覧
- 朝鮮民主主義人民共和国の大量破壊兵器
- 朝鮮民主主義人民共和国のベトナム戦争参戦

#### 政府
- 朝鮮民主主義人民共和国主席
- 朝鮮民主主義人民共和国の首相
- 中央人民委員会
- 朝鮮民主主義人民共和国国務委員会
- 朝鮮民主主義人民共和国国防委員会
- 祖国平和統一委員会
- 人民武力省
- 人民保安省
- 朝鮮民主主義人民共和国国家保衛省
- 朝鮮民主主義人民共和国鉄道省
- 外務省 (朝鮮民主主義人民共和国)
- 朝鮮民主主義人民共和国の査証政策
- 朝鮮民主主義人民共和国国民の査証要件
- 朝鮮民主主義人民共和国オリンピック委員会
- 朝鮮民主主義人民共和国中央検察所
- 朝鮮民主主義人民共和国中央裁判所
- 朝鮮民主主義人民共和国サッカー協会
- 朝鮮民主主義人民共和国社会主義憲法
- 朝鮮民主主義人民共和国中央銀行
- 朝鮮民主主義人民共和国の政治

#### 党
- 朝鮮労働党
- 朝鮮労働党委員長
- 朝鮮労働党中央委員会
- 朝鮮労働党第7次大会
- 朝鮮労働党第7期中央委員会
- 朝鮮労働党中央軍事委員会
- 朝鮮労働党中央委員会政治局常務委員会
- 朝鮮労働党中央委員会総書記
- 朝鮮労働党中央軍事委員会
- 朝鮮労働党朝鮮アジア太平洋平和委員会
- 朝鮮労働党39号室
- 朝鮮労働党対外情報調査部
- 朝鮮労働党対外連絡部
- 朝鮮労働党統一戦線部
- 朝鮮労働党作戦部

#### その他
- 朝鮮中央銀行
- 華麗銀行
- 朝銀信用組合
- 朝鮮社会民主党
- 朝鮮共産党
- 朝鮮新民党
- 朝鮮人民党
- 朝鮮労働党出版社
- 青瓦台襲撃未遂事件
- 朝鮮国際旅行社
- 中外旅行社
- 張成沢
- 崔龍海
- 清津市
- 戦友駅

### て
- 大同江
- 大同江駅
- 大同江区域
- テポドン1号
- テポドン2号
- 天道教青友党

### と
- 党の唯一思想体系確立の10大原則
- ドナルド・トランプと金正恩による首脳会談
- 徳峴線
- 土海線
- 豆満江
- 土台人

## な行

### な
- 南新義州駅
- 南浦特別市
- 南日
- 南北共同宣言
- 南北基本合意書
- 南北共同宣言実践連帯

### に
- 日朝平壌宣言

### ね
- 平義線内中駅

### の
- 能登半島沖不審船事件

## は行

### は
- バレーボール朝鮮民主主義人民共和国女子代表
- バレーボール朝鮮民主主義人民共和国男子代表
- 8月宗派事件
- 板門店
- 板門店宣言
- 咸興市
- 興南区域
- 朴憲永

### ひ
- 非同盟および発展途上国の平壌映画祭
- ビナロン
- 平壌直轄市
- 平壌医科大学
- 平壌医科大学病院
- 平壌国際空港
- 平壌産院
- 平壌市電
- 平壌新聞
- 平壌地下鉄
- 平壌地下鉄千里馬線
- 革新線
- 平壌駅
- 平釜線
- 平羅線
- 平南線
- 平徳線
- 平義線
- 平壌-開城高速道路
- 平壌-元山観光道路
- 平壌-香山観光道路
- 平安南道
- 平安北道
- 平城市
- 平和自動車
- 平和のための平壌国際体育・文化祝典
- 玄松月
- 平壌レーサー

### ふ
- 黄海青年線
- 豊渓駅
- 復興駅
- 赤い星駅
- プロパガンダ
- 米朝関係
- 不審船

### へ
- 白頭山
- 白頭山青年線
- 白川線
- 白馬線
- 恵山市
- 海州市
- 恵山青年駅
- 海州青年駅

### ほ
- 烽火駅
- 保健省歯科総合病院
- 北方限界線
- ボツワナと北朝鮮の関係
- 許憲
- ポプラ事件

## ま行

### ま
- 馬息嶺スキー場
- マレーシアと北朝鮮の関係
- 万景台革命学院
- 万景峰号
- 万寿台テレビ
- マイク・ブラツケ
- 満州派

### む
- 文世光事件
- 武亭
- 文鮮明
- 文世光

### も
- モクレン
- 牡丹峰駅
- モンゴルと北朝鮮の関係

## や行

### や
- 野球朝鮮民主主義人民共和国代表

### ゆ
- 尹恵英

### よ
- よど号ハイジャック事件
- 喜び組
- 塩州駅
- 栄光郡
- 栄光駅

## ら行

### ら
- 両江道
- 羅先特別市
- 羅南区域
- 楽浪区域
- 楽園郡
- 羅南区域
- 狼林郡
- 楽元駅
- ラングーン事件
- ラザルスグループ

### り
- 平安北道龍川郡
- 南浦市龍岡郡
- 黄海北道麟山郡
- 黄海南道龍淵郡
- 咸鏡南道利原郡
- 慈江道龍林郡
- 龍川駅列車爆発事故
- 平義線龍州駅
- 平義線・多獅島線龍川駅
- 柳京ホテル
- 李雪主
- 李炳鉄
- 李従茂
- 離散家族
- リスとハリネズミ
- 呂運弘

### れ
- 礼成江
- 礼成江駅
- 礼成江鉄橋
- Red Star OS
- 連合軍軍政期 (朝鮮史)

### ろ
- 労働新聞 (朝鮮労働党)
- 6.15南北共同宣言

## わ行

### わ
- 南浦市臥牛島区域